# Vùng phát thải thấp
Vùng phát thải thấp (tiếng Anh: low-emission zone; viết tắt LEZ) là một khu vực được xác định, thường nằm trong đô thị, mà việc tiếp cận bị hạn chế đối với những phương tiện giao thông gây ô nhiễm nhất. Mục tiêu chính là cải thiện chất lượng không khí bằng cách giảm nồng độ bụi mịn, nitrogen dioxide (NO₂) và gián tiếp là ozone tầng đối lưu.
Các vùng này ưu tiên cho những phương tiện ít hoặc không gây ô nhiễm như phương tiện di động vi mô (như xe đạp, xe đạp điện, xe trượt, v.v.); (một số loại) phương tiện sử dụng nhiên liệu thay thế như xe dùng CNG (CNV), xe lai điện (HEV), xe lai sạc điện (PHEV), và đặc biệt là xe không phát thải (ZEV) (chẳng hạn như xe chạy điện (EV) hoàn toàn hay xe chạy bằng hydrogen). Ở nhiều thành phố châu Âu, tiêu chí xác định những loại phương tiện nào được phép lưu thông vào các khu vực này dựa trên các quy chuẩn kĩ thuật của Tiêu chuẩn Euro.
Vùng phát thải cực thấp (tiếng Anh: ultra-low-emission zone; viết tắt ULEZ) là loại LEZ tại Vương quốc Liên hiệp Anh và Bắc Ireland nhưng với yêu cầu khắt khe hơn về mức phát thải.
Vùng không phát thải (tiếng Anh: zero-emission zone; viết tắt ZEZ) là dạng LEZ nghiêm ngặt nhất, trong đó chỉ những phương tiện không phát thải (ZEV) mới được phép lưu thông. Tất cả các phương tiện dùng động cơ đốt trong đều bị cấm, bao gồm cả xe lai sạc điện (PHEV) không thể vận hành hoàn toàn ở chế độ không phát thải. Trong vùng này, chỉ có xe chạy điện (EV) hoặc xe hydrogen, phương tiện công cộng chạy điện hoàn toàn (như xe điện mặt đất, xe điện bánh hơi, xe buýt điện, v.v.), cùng với người đi bộ và xe đạp mới được phép lưu thông.

## Cách thức
Ở nhiều LEZ, các phương tiện không đáp ứng tiêu chuẩn phát thải do LEZ quy định không bị chặn ngay tại lối vào (ví dụ: bằng rào chắn tự động), mà thay vào đó sẽ bị phạt tiền nếu tiến vào khu vực. Tuy nhiên, sẽ được miễn trừ nếu chủ phương tiện đã nộp phí (chẳng hạn như "phí ngày") trước khi tiến vào cùng phương tiện không đạt chuẩn phát thải. Tại một số LEZ, chẳng hạn như ở London, việc này được thực hiện bằng hệ thống camera nhận dạng biển số tự động (ANPR). Camera sẽ quét biển số xe khi đi vào khu vực LEZ, sau đó so sánh với cơ sở dữ liệu để xác minh có hay không việc:
- Phương tiện đáp ứng tiêu chuẩn phát thải của LEZ;
- Phương tiện thuộc diện được miễn trừ hoặc đã đăng kí hưởng chiết khấu 100 %;
- Phí ngày LEZ đã được thanh toán[3]

Cơ chế thanh toán phí & phạt này hoạt động giống một biện pháp răn đe về mặt tài chính, buộc chủ sở hữu phương tiện không đạt chuẩn phát thải phải cân nhắc trước khi di chuyển vào thành phố để tránh khoản chi trả này (bằng nhiều cách thức khác nhau — xem thêm phần "mục đích và tác động thực tế").

## Châu Âu
Tính đến  năm 2019, có khoảng 250 vùng phát thải thấp (LEZ), thứ đã giúp đáp ứng giá trị giới hạn chất lượng không khí dựa trên sức khỏe của EU. Điều này đồng nghĩa rằng các phương tiện sẽ bị cấm khỏi vùng phát thải thấp, hoặc trong một số trường hợp khác nếu họ vào LEZ khi lượng phát thải của họ cao hơn mức quy định.

Biển báo đánh dấu vùng phát thải thấp của Đức

Các phương tiện khác nhau có thể được quy định, tùy thuộc vào trình trạng tại địa phương. Tất cả các LEZ đều áp dụng cho xe hạng nặng, một số áp dụng cho xe tải động cơ diesel, một số khác cũng áp dụng cho xe ô tô chạy bằng dầu và xăng; ở Ý, xe moto và xe ba bánh cũng chịu trách nhiệm kiểm soát.
Một trang web được tài trợ công khai bởi một mạng lưới các thành phố và các bộ điều hành hoặc chuẩn bị LEZ cung cấp thông tin cập nhật về LEZ, chẳng hạn như những thành phố nào có LEZ, loại xe bị ảnh hưởng, tiêu chuẩn khí thải bắt buộc và ngày áp dụng của chúng.

### Bỉ
- Antwerp: Kể từ năm 2017, đã có LEZ ở Antwerp, 24/7. Chỉ những xe chạy dầu diesel trên tiêu chuẩn Euro 3 / III và xe chạy xăng trên tiêu chuẩn Euro 1 / I mới được phép vào LEZ.[7]
- Brussels: Kể từ năm 2018, toàn bộ Vùng Thủ đô Brussels đã là một LEZ.[8] Chỉ những xe chạy bằng động cơ diesel trên tiêu chuẩn Euro 2 / II mới được phép vào Brussels.
Kể từ năm 2019, xe chạy bằng xăng hoặc khí đốt phải đạt Euro 2 / II trở lên.[9]
- Ghent đã giới thiệu LEZ vào ngày 1 tháng 1 năm 2020.[10]

### Đan Mạch
Đan Mạch có LEZ áp dụng cho xe trên 3,5 Tấn. Ở Đan Mạch, LEZ có ở Aalborg, Århus, Copenhagen, Frederiksberg và Odense.

### Phần Lan
Một LEZ có mặt ở Helsinki.

### Pháp
Pháp có LEZ ở Greater Paris, Grenoble, Lyon, Paris và Strasbourg 

### Đức
Ở Đức, LEZ được gọi là vùng môi trường (Umweltzone). Hiện có 47 LEZ đang hoạt động hoặc trong kế hoạch ở Đức. Các thành phố Berlin, Cologne, Hanover Mannheim và Stuttgart bắt đầu LEZs tại các khu vực trung tâm thành phố của họ theo thứ tự trên vào năm 2008 và nhiều thành phố khác tiếp theo trong những năm sau đó.

### Ý
Ý có LEZ áp dụng cho tất cả các loại phương tiện. Có các chương trình thu phí đường đô thị kết hợp với LEZ's ở Milan và Palermo cũng như các khu vực phát thải thấp với các tiêu chuẩn và thời gian khác nhau. Hình thức sau chủ yếu được tìm thấy ở bắc Ý, nhưng cũng có ở giữa Ý và Sicily.

### Hà Lan
Rotterdam và Utrecht có LEZ. Tại Rotterdam, điều này  áp dụng cho các xe tải có động cơ diesel thuộc tiêu chuẩn Euro-I, Euro-II và Euro-III trong tiêu chuẩn khí thải EU; ô tô chở hàng và ô tô chở hành khách có động cơ diesel đăng ký trước năm 2001; và xe tải chở hàng và xe ô tô chở khách chạy xăng / LPG đăng ký trước tháng 7 năm 1992 . Ở Utrecht, điều này chỉ áp dụng cho các xe chạy bằng động cơ diesel đăng ký trước năm 2001.

### Na Uy
Na Uy có LEZ's ở Bergen và Oslo.

### Bồ Đào Nha
Bồ Đào Nha có LEZ ở Lisbon.

### Tây Ban Nha
Tây Ban Nha có LEZ's ở Barcelona và Madrid.

### Thụy Điển
Các thành phố Gothenburg, Lund, Malmö, Helsingborg, Mölndal, Uppsala, Umeå và Stockholm có các vùng phát thải thấp. Xe tải hạng nặng và xe buýt có động cơ đốt cháy nén (chủ yếu là động cơ diesel) có thể sẽ không được phép vào trong các khu vực môi trường này tùy thuộc vào độ tuổi và loại khí thải của chúng.

### Vương quốc Anh

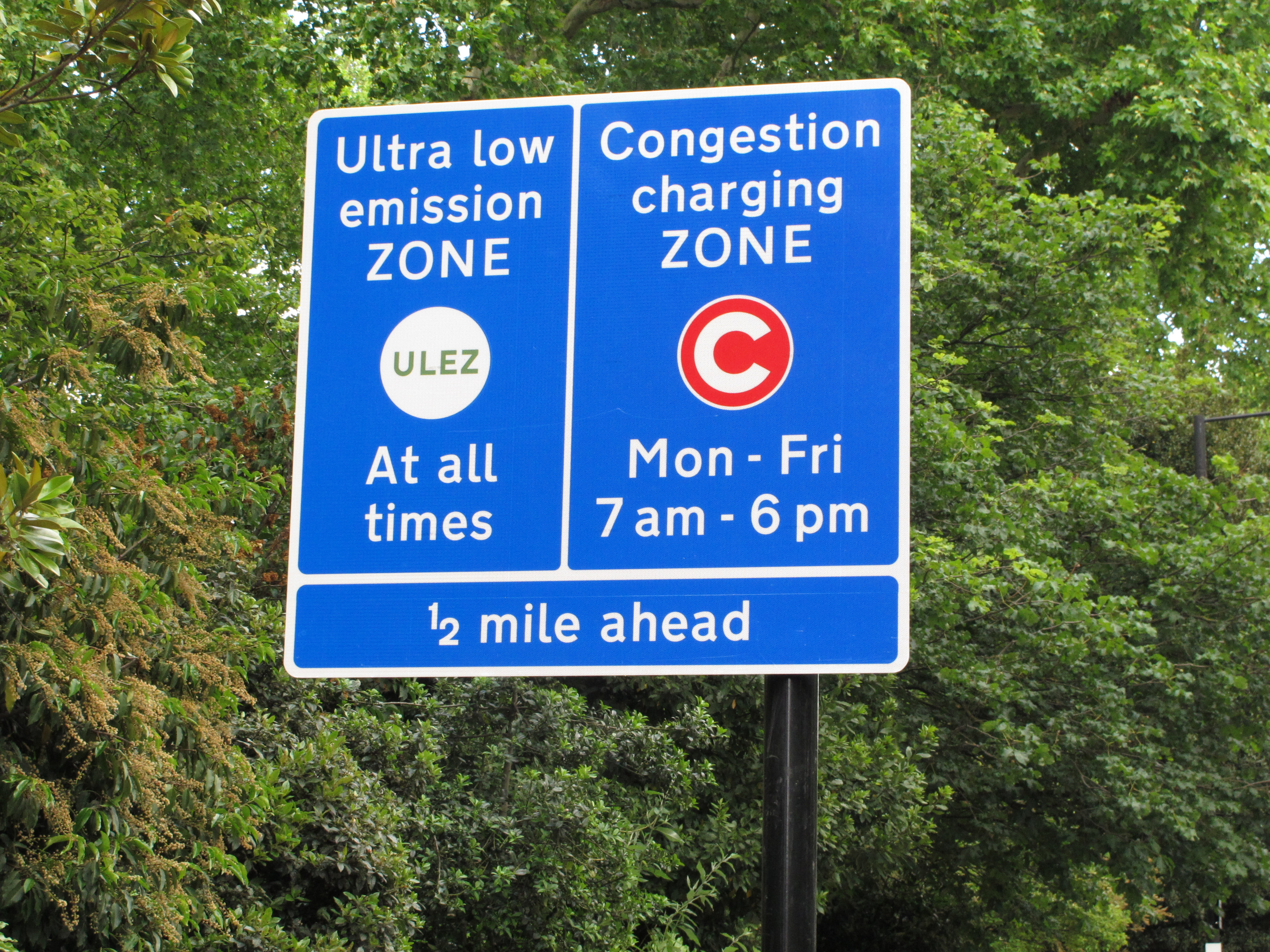
Biển báo cho Vùng phát thải cực thấp (ULEZ) ở Luân Đôn (trái)

Vùng phát thải thấp London có hiệu lực vào năm 2008 bao gồm gần như toàn bộ Đại Luân Đôn - khu vực phát thải thấp lớn nhất thế giới. London hiện có mức độ ô nhiễm không khí thuộc hàng tồi tệ nhất ở châu Âu và lượng khí thải liên quan đến giao thông đường bộ chiếm khoảng một nửa tổng lượng khí thải PM10 và NOx ở thủ đô. Vùng phát thải thấp nhắm mục tiêu tới sự phát thải các chất ô nhiễm này từ xe tải với động diesiessel cũ, xe buýt, xe khách, xe tải, xe buýt nhỏ và các loại xe hạng nặng khác có nguồn gốc từ xe tải và xe tải như xe caravat và xe vận chuyển ngựa. Có một giới thiệu theo từng giai đoạn của chương trình từ năm 2008 đến năm 2012. Các loại xe khác sẽ bị ảnh hưởng theo thời gian cùng với các tiêu chuẩn khí thải ngày càng khắt khe hơn được áp dụng.
Vùng phát thải cực thấp ở London bắt đầu vào ngày 8 tháng 4 năm 2019. Trong bối cảnh đại dịch coronavirus, Thị trưởng Sadiq Khan đã yêu cầu TfL tạm dừng việc thực thi giai đoạn tiếp theo của các tiêu chuẩn LEZ đã có hiệu lực vào ngày 26 tháng 10, để các tiêu chuẩn này sẽ được áp dụng thay thế từ cuối tháng 2 năm 2021.

Dấu hiệu Vùng phát thải cực thấp (ULEZ).

Glasgow đã giới thiệu Vùng phát thải thấp (LEZ) vào cuối năm 2018. Ban đầu, chỉ có xe buýt địa phương ở trung tâm thành phố bị ảnh hưởng. Hội đồng thành phố có kế hoạch mở rộng các hạn chế đối với tất cả các loại xe, bao gồm cả xe chạy xăng và diesel cũ hơn, kể từ tháng 12 năm 2022. Norwich, Leeds và York cũng đã giới thiệu LEZ.
Kể từ năm 2015, hơn 60 chính quyền địa phương đã được lệnh giải quyết các mức độ ô nhiễm không khí sai luật, đó là lý do tại sao nhiều chính quyền trong số này có kế hoạch xây dựng các vùng không khí sạch. Các thành phố sau đây có kế hoạch giới thiệu LEZ: Aberdeen (2020), Bath (2021), Birmingham (2019), Derby, Dundee (2020), Edinburgh (2020), Manchester (2021), Newcastle (2021) và Sheffield (2021)).
Tính đến  tháng 6 năm 2020, Oxford được tuyên bố sẽ trở thành thành phố đầu tiên áp dụng chiến dịch khu vực không phát thải (ZEZ), bắt đầu với một vùng nhỏ sẽ có hiệu lực từ giữa năm 2021. Nó đã bị hoãn lại từ đầu năm 2020 do ảnh hưởng kinh tế từ Đại dịch COVID-19. Kế hoạch là mở rộng ZEZ dần dần thành một vùng lớn hơn, cho tới khi ZEZ bao phủ phần lớn trung tâm thành phố trước 2035.

## Ở những nơi khác

### Nhật Bản
Tại Tokyo, chính quyền thành phố đã quyết định giải quyết vấn đề kiểm soát lượng khí thải xe chạy bằng động cơ diesel (khí thải dạng hạt,...) vượt xa trước chính quyền quốc gia.

### Cộng hòa Nhân dân Trung Hoa
Một LEZ có mặt tại Bắc Kinh.

### Hồng Kông
Kể từ cuối năm 2015, Chính phủ Hồng Kông đã chỉ định ba giao lộ chính ở Trung Hoàn, Causeway Bay và Mong Kok là khu vực phát thải thấp cho xe buýt được nhượng quyền. Đối với các tuyến xe buýt đi vào ba khu vực này, các nhà khai thác xe buýt được nhượng quyền chỉ được sử dụng xe buýt đạt tiêu chuẩn khí thải Euro IV trở lên trừ trường hợp cấp thiết. Chương trình LEZ không áp dụng cho các phương tiện khác ngoài xe buýt được nhượng quyền.  Kể từ ngày 31 tháng 12 năm 2019, tiêu chuẩn đầu vào LEZ đã được tăng lên Euro V.

### Việt Nam
Từ 2025 tại Hà Nội có 5 nhóm vùng hạn chế phương tiện giao thông gây ô nhiễm (LEZ), theo Luật Thủ đô 2024. Quận Hoàn Kiếm và quận Ba Đình là các quận đầu tiên áp dụng LEZ, hạn chế hoặc cấm ôtô, xe máy không đáp ứng tiêu chuẩn khí thải.

## Mục đích và tác động thực tế
Mục đích của LEZ chủ yếu là cải thiện chất lượng không khí trong các thành phố. Mục đích này thực sự đã đạt được, với việc giảm các hạt diesel (PM10) trong hầu hết các LEZ.
Thông thường, điều này đạt được khi những người có các phương tiện gây ô nhiễm thay thế chúng bằng các phương tiện đạt tiêu chuẩn khí thải cao hơn, điều này tức là họ mua một phương tiện mới. Tuy nhiên, một số người (chẳng hạn như công nhân làm ca đêm hoặc mang theo các công cụ hoặc hàng hóa nặng) không thể không có ô tô, nhưng có thể không đủ khả năng để mua các phương tiện sạch hơn mà không được trợ giá. Do đó, ở một số nơi, LEZ chỉ được thực thi khi có phương tiện giao thông công cộng, hoặc taxi điện  hoặc xe máy chở hàng được trợ giá.
Giao thông & Môi trường có ý kiến rằng LEZ nên dần dần được biến thành các khu vực không phát thải và bổ sung các chính sách thúc đẩy chuyển đổi sang các phương án thay thế sạch, bao gồm đi bộ và đi xe đạp, trong số các khu vực khác.
Hầu hết các LEZ không phải là khu vực thu phí tắc nghẽn không làm thay đổi số lượng phương tiện đi vào khu vực này: nhưng một số LEZ (chẳng hạn như ở Milan) tăng gấp đôi các khu vực thu phí tắc nghẽn và do đó có khả năng làm giảm số lượng phương tiện đi vào thành phố.